# Josefine Krengel
Josefine Krengel (* 31. Mai 1981 in Cottbus) ist eine ehemalige deutsche Fußballspielerin.

## Karriere
Krengel begann in der Jugendabteilung von SV Hertha Finsterwalde mit dem Fußballspielen bevor sie zur Jugendabteilung von Hertha Zehlendorf wechselte. Und ab 1997 in die Jugendabteilung des 1. FFC Turbine Potsdam, in deren erste Mannschaft sie 1999 aufrückte.

### 1. FFC Turbine Potsdam / FC Bayern München
Für die erste Mannschaft bestritt sie vier Bundesligaspiele, wobei sie am 29. August 1999 (1. Spieltag) bei der 1:3-Niederlage im Auswärtsspiel gegen den SC 07 Bad Neuenahr – ab der 70. Minute für Jana Schadrack eingewechselt – debütierte. Zur Saison 2000/01 wurde die vom Ligakonkurrenten FC Bayern München verpflichtet, für den sie bis Saisonende 2002/03 40 Punktspiele bestritt und dabei drei Tore erzielte. Sie debütierte am 12. November 2000 (4. Spieltag) bei der 0:5-Niederlage im Auswärtsspiel gegen den 1. FFC Frankfurt in der Bundesliga; ihr erstes Tor erzielte sie in der Folgesaison am 11. November 2001 (5. Spieltag) beim 5:5-Unentschieden im Heimspiel gegen den FFC Heike Rheine mit dem Treffer zum 2:2 in der 23. Minute. In ihrer letzten Saison gelang ihr am 27. Oktober 2002 (7. Spieltag) beim 7:0-Sieg im Heimspiel gegen die TuS Niederkirchen mit dem Treffer zum 5:0 in der 47. Minute, als auch am 20. Mai 2003 (20. Spieltag) bei der 1:4-Niederlage im Auswärtsspiel gegen den WSV Wendschott mit dem Anschlusstreffer zum 1:2 in der 56. Minute jeweils ein Tor.

### Tennis Borussia Berlin
Danach wechselte sie zu Tennis Borussia Berlin, der als Bundesligaabsteiger in der Regionalliga Nordost spielte. Als Meister 2004 aus dieser hervorgegangen, jedoch in der Aufstiegsrunde zur Bundesliga als Viertplatzierter ohne einen Sieg chancenlos, war ihr Verein 2004/05 zumindest für die 2. Bundesliga qualifiziert. Bis zu ihrem Weggang am Saisonende 2007/08 schloss ihre Mannschaft die vier Saisons je zweimal als Zweit- und Drittplatzierter ab.

### 1. FC Lokomotive Leipzig
Von 2008 bis 2011 spielte sie für den Zweitligisten 1. FC Lokomotive Leipzig, für den sie in zwei Spielzeiten 24 Punktspiele bestritt und sechs Tore erzielte. 2011/12 spielte sie dann – Aufstieg bedingt – siebenmal und erstmals mit dem Verein in der Bundesliga. Ihr Debüt gab sie am 21. August 2011 (1. Spieltag) bei der 1:2-Niederlage im Auswärtsspiel gegen den FCR 2001 Duisburg. An den sich anschließenden sechs Spieltagen kam sie ebenfalls zum Einsatz, wobei sie am 25. September 2011 (4. Spieltag) mit dem 3:2-Sieg im Auswärtsspiel gegen Bayer 04 Leverkusen das einzige Mal als Sieger den Platz verließ. 

### SV Henstedt-Ulzburg
Zum Abschluss ihrer Karriere spielte sie von 2012 bis 2014 für die Fußballabteilung des SV Henstedt-Ulzburg aus dem gleichnamigen Ort im Kreis Segeberg; die erste Saison in der Schleswig-Holstein-Liga, die letzte – Aufstieg bedingt – in der Regionalliga Nord.

## Erfolge
- Schleswig-Holsteinischer Meister 2013 und Aufstieg in die Regionalliga Nord (mit dem SV Henstedt-Ulzburg)
- Aufstieg in die Bundesliga 2011 (mit dem 1. FC Lokomotive Leipzig)
- Meister der Regionalliga Nordost 2004 und Aufstieg in die 2. Bundesliga (mit Tennis Borussia Berlin)